# Творческое объединение телевизионных фильмов
Тво́рческие объедине́ния телевизио́нных фи́льмов — подразделения, существовавшие со второй половины 1960-х по первую половину 1990-х годов в составе отдельных советских, российских и постсоветских государственных киностудий, занимавшиеся съёмкой фильмов (преимущественно художественных) по заказу Гостелерадио СССР (с 1991 года — РГТРК «Останкино») для их последующего показа по Первой программе Центрального телевидения (с 1991 года — 1-му каналу Останкино).
Заказ на производство фильмов оформлялся через Отдел заказов телефильмов для киностудии СССР Творческого объединения «Экран» Гостелерадио СССР, с 1988 года через Творческо-производственное объединение «Союзтелефильм» Гостелерадио СССР, с 1992 года через Творческое объединение «Экран» РГТРК «Останкино». К концу 1970-х годов около 40 % художественных фильмов, снимаемых на киностудиях, составляли телевизионные заказы.

## Творческое объединение телевизионных фильмов киностудии «Мосфильм»
До 1961 года года телефильмы на киностудии «Мосфильм» производились теми же творческими объединениями что и кинофильмы, создано в 1961 году), в 1961—1962 гг. — Объединение телевизионных фильмов, в 1962—1964 гг. — Творческое объединение телевизионных фильмов, 1962—1967 гг. — творческое объединение «Экран» (не путать с Творческим объединением «Экран» Гостелерадио СССР), до начала 1973 года и с конца 1988 года — Творческое объединение «Телефильм», в 1973 году — Пятое творческое объединение. В 1990 году на базе творческого подразделения была создана киностудия «Телефильм» со статусом юридического лица (позднее получила статус федерального государственного унитарного предприятия), киностудией было снято несколько фильмов, практически все по заказу ТПО «Союзтелефильм» в 1990—1992 гг. и Творческого объединения «Экран» РГТРК «Останкино» в 1992—1995 гг. по их же заказу, а также по заказу других телеорганизаций отдельные фильмы снимали другие киностудии киноконцерна «Мосфильм», после ликвидации ТО «Экран» в 1996 году практически бездействовала, в 2007 году ликвидирована, отдельные телефильмы (такие как «Ермак») были произведены другими киностудиями киноконцерна «Мосфильм». Художественный руководитель — Сергей Колосов (с 1965 года), Сергей Алексеев (с 1967).

## Творческое объединение телевизионных фильмов киностудии «Ленфильм»
До 1971-го телефильмы на киностудии «Ленфильм» производились теми же творческими объединениями, что и кинофильмы, до 1975 года — Объединение телевизионных фильмов, с конца 1980-х годов — Творческое объединение «Петрополь». В 1990 году на базе творческого объединения была создана киностудия «Петрополь» со статусом юридического лица (позднее получила статус федерального государственного унитарного предприятия), киностудией было снято несколько фильмов, практически все по заказу ТПО «Союзтелефильм» в 1990—1992 гг. и Творческого объединения «Экран» РГТРК «Останкино» в 1992—1995 гг., после ликвидации последнего в 1996 году практически бездействовала, в 2007 году ликвидирована. Отдельные телефильмы (такие как «Воспоминания о Шерлоке Холмсе») были произведены другими киностудиями киноассоциации «Ленфильм». Художественный руководитель — Игорь Масленников (1984—1987).

## Творческое объединение «Луч» киностудии имени А. Довженко
До середины 1970-х годов — Творческое объединение телефильмов киностудии имени А. Довженко, с 1988 года производило как кино-, так и телефильмы, мультипликационные телефильмы в Украинской ССР производились совместно с мультипликационными кинофильмами Творческим объединением художественной мультипликации Киевской студии научно-популярных фильмов, документальные телефильмы в Украинской ССР производились Киевской студией научно-популярных фильмов и Украинской студией хроникально-документальных фильмов (творческих объединений в своём составе не имела).

## Творческое объединение «Телефильм» киностудии «Беларусьфильм»
С момента «телевизионного бума» в СССР (до начала 1970-х годов) — Творческое объединение телевизионных фильмов киностудии «Беларусьфильм», в 1988 году упразднено, и художественные телефильмы и художественные кинофильмы стали производить одни и те же творческие объединения («Кадр» и имени Тарича), мультипликационные телефильмы производились всё время совместно с мультипликационными кинофильмами Мастерской мультипликационных фильмов.

## Второе творческое объединение Одесской киностудии
С 1987 года — Творческое объединение телевизионных фильмов Одесской киностудии, в 1988 году упразднено.

## Творческое объединение «ТВК» киностудии имени М. Горького
До 1988 года на Центральной киностудии детских и юношеских фильмов имени М. Горького телефильмы производились теми же творческими объединениями что и кинофильмы (первым, вторым и третьим, кроме Ялтинского филиала), с 1988 года — Объединением телевизионных фильмов, с начала 1990-х гг. — творческим объединением «ТВК» (вместе с видеофильмами), в 1996 году вместо него было создано одноимённое общество с ограниченной ответственностью, прекратившее деятельность в 2014 году.

## Другие
На киностудиях «Грузия-фильм», «Казахфильм» и «Молдова-фильм» художественные телефильмы производились теми же творческими объединениями, что и художественные кинофильмы. На прочих киностудиях деление на творческие объединения отсутствовало.

## Комментарии
1. ↑  Творческое объединение «Телефильм» киностудии «Беларусьфильм» не следует путать с одноимённым творческим объединением на Белорусском телевидении, работавшем с 1964 по 2001 год[16][17].